# Andrea Palazzi
'Andrea Palazzi (Milão, 20 de fevereiro de 1996) é um futebolista Italiano que atua como Meio-Campo. Atualmente, joga pelo Livorno emprestado pela Internazionale.

## Biografia
Nascido na cidade de Milão começou a jogar na base da  Internazionale, Em 2014 o jogador subiu para o time profissional.

## Carreira
Internazionale
Começou sua carreira como jogador profissional em 2014 pelo clube italiano da Internazionale mais não jogou nenhum jogo ainda como profissional.